# Швидка (телесеріал)
«Швидка» (робоча назва «Скоряк») — український телесеріал-ситком, знятий режисером Олександром Богданенком.. Сценарій серіалу українською мовою адаптований ватагою «Вар'яти Шоу».
Прем'єра першого сезону серіалу відбулася 18 березня 2019 року на НЛО TV.
Прем'єра другого сезону відбулася 8 жовтня 2019 року на НЛО TV.
Прем'єра третього сезону відбулася 7 листопада 2020 року на НЛО TV.
Прем'єра четвертого сезону відбулася 25 жовтня 2021 року на НЛО TV.
Повторні покази йдуть на телеканалі Світло.

## Сюжет
У центрі подій – команди парамедиків, які щодня рятують життя, виплутуються зі складних і постійно потрапляють у веселі ситуації, не забуваючи кохати, плакати і радіти. Уже з першої серії ви почнете сприймати їх за своїх, співпереживати і разом рятувати світ.

## Знімальна група
- Режисер — Олександр Богданенко.
- Продюсери 1-2 сезонів — Андрій Бурим, В'ячеслав Дергачов, Іван Букрєєв, Олег Добреля.
- Продюсери 3-4 сезонів — В'ячеслав Дергачов, Іван Букрєєв, Олег Добреля.
- Автори ідеї, розробка формату — сценарна група «17 Production» у складі: Золотарьов Денис, Буратинський Олексій, Богданенко Олександр, Андрій Бурим.
- Авторська група 1-2 сезонів: Буратинський Олексій, Золотарьов Денис, Понизов Віктор, Козловський Микола.
- Авторська група 3-4 сезонів: Аброскін Фелікс, Буратинський Олексій, Понизов Віктор, Козловський Микола, Косарєв Сергій, Богданко Олександр

## У ролях
- Головний лікар
- Лікар інтенсивного відділення
- Парамедик
- Диспетчер
- Патологоанатом
- Психолог

| Актори             | Сезони                             | Сезони                             | Сезони                             | Сезони                             |
| Актори             | 1 сезон (2019)                     | 2 сезон (2019)                     | 3 сезон (2020)                     | 4 сезон (2021)                     |
| ------------------ | ---------------------------------- | ---------------------------------- | ---------------------------------- | ---------------------------------- |
| Андрій Бурим       | Олександр Сергійович Балануца      | Олександр Сергійович Балануца      |                                    |                                    |
| Сергій Петько      |                                    |                                    | Спартак Сергійович Балануца        | Спартак Сергійович Балануца        |
| Надія Хільська     | Віталіна Романівна Краковська      | Віталіна Романівна Краковська      | Віталіна Романівна Краковська      | Віталіна Романівна Краковська      |
| Геннадій Василенко | Ігор Любомирович Шульга            | Ігор Любомирович Шульга            | Ігор Любомирович Шульга            | Ігор Любомирович Шульга            |
| Ярослав Герус      | Геннадій Георгійович Геляс (Гєна)  | Геннадій Георгійович Геляс (Гєна)  | Геннадій Георгійович Геляс (Гєна)  | Геннадій Георгійович Геляс (Гєна)  |
| Анастасія Іванюк   | Ріта Скороход                      | Ріта Скороход                      | Ріта Скороход                      |                                    |
| Поліна Фролова     |                                    |                                    |                                    | Мелісса                            |
| Григорій Бакланов  | Тарас                              |                                    |                                    |                                    |
| Сергій Лефор       |                                    | Денис Піддубний (Ден)              | Денис Піддубний (Ден)              | Денис Піддубний (Ден)              |
| Назар Кошарський   | Артем Артурович Вільбек (Тьома)    | Артем Артурович Вільбек (Тьома)    | Артем Артурович Вільбек (Тьома)    | Артем Артурович Вільбек (Тьома)    |
| Ілля Прокопів      | Георгій Геннадійович Сукач (Жорік) | Георгій Геннадійович Сукач (Жорік) | Георгій Геннадійович Сукач (Жорік) | Георгій Геннадійович Сукач (Жорік) |
| Дарина Мельник     | Яна                                | Яна                                | Яна                                | Яна                                |
| Олександр Дідик    | Сергій Буратинський                | Сергій Буратинський                | Сергій Буратинський                | Сергій Буратинський                |
| Віра Мазур-Зіневич |                                    | Любава Василівна                   | Любава Василівна                   | Любава Василівна                   |

## Сезони
| Сезон | Епізоди | Оригінальні покази | Оригінальні покази |
| Сезон | Епізоди | Прем'єра           | Фінал              |
| ----- | ------- | ------------------ | ------------------ |
| 1     | 30      | 18 березня 2019    | 5 квітня 2019      |
| 2     | 30      | 8 жовтня 2019      | 31 жовтня 2019     |
| 3     | 30      | 9 листопада 2020   | 27 листопада 2020  |
| 4     | 22      | 25 жовтня 2021     | TBA                |